# Patriotisk musik
Patriotisk musik, en typ av musik som hyllar fosterlandet. Dit hör framför allt nationalsånger och hyllningssånger till nationalsymboler som flaggan (till exempel Sveriges flagga) och regenten (till exempel Kungssången). Patriotisk musik är besläktad med militärmusik, som oftast är marschmusik.
I Sverige komponerades mycket patriotisk musik under 1800-talet då den nationalromantiska rörelsen var stark. De flesta manskörer på den tiden hade många patriotiska sånger på sin repertoar.